# Krč
Krč (německy Krč nebo Krtsch, v letech 1939–1945 německy Reuth) je městská čtvrť a katastrální území hlavního města Prahy, součást městské části Praha 4 a městského obvodu Praha 4.

## Historie
Jméno Krč (latinsky Carrium) bylo uváděno v písemných památkách již roku 1222. Krč je uvedena podruhé v dokumentu z roku 1273. Roku 1328 jsou v Krči připomínány višně. Dolní i Horní Krče (německy Unter- a Ober-Krtsch) se v dobách husitských nepokojů zmocnili pražané. V roce 1547 byl majetek Novoměstských v Nové Krči zabaven, ale roku 1586 jej Nové Město vykoupilo; Dolní Krč se v roce 1628 stala majetkem havelského kláštera.
V 19. století vznikla na území Horní Krče osada Jalové Dvory. Dolní Krč s 1354 obyvateli, se zámkem, pivovarem a cihelnou, byla v roce 1900 vsí nuselského okresu, zatímco Horní Krč s 823 obyvateli a vilami byla vsí okresu Královské Vinohrady stejně jako Jalové Dvory (Jalový Dvůr) se 152 obyvateli.

### Krč jako součást Prahy
V době připojení k Praze (jako součást Prahy XIV.) žilo na území obou Krčí a Jalových Dvorů přes 3700 obyvatel v 323 domech. V roce 1949 připadla část k.ú. Krče k tehdejší Praze 14 (s Lhotkou, Nuslemi a částí Michle) a část k tehdejší Praze 15 (s Braníkem, Podolím a Hodkovičkami). V roce 1960 se k.ú. Krč stalo součástí nového obvodu Praha 4 a v roce 1990 součástí městské části Praha 4.

## Pamětihodnosti

### Krčský zámek
V Dolní Krči se nachází novogotický zámek vybudovaný před rokem 1860, přestavbou staršího klasicistního objektu, který zbudoval jako své vrchnostenské sídlo řád obutých karmelitánů od sv. Havla. Po zrušení řádu se v držení zámku vystřídalo několik majitelů, z nichž nejvýznamnější byl JUDr. Schlosser, který také provedl novogotickou přestavbu a rozšířil zámek o jižní část – velký sál. Od konce 19. století až do znárodnění v roce 1948 zámek vlastnila rodina Welzova. Jejím potomkům byl také navrácen v restituci. V roce 2003 prošel celkovou rekonstrukcí a později byl přeměněn na hotel. V budoucnu má být blízko zámku vybudována nadzemní stanice metra linky D Nádraží Krč, z níž by byl přímý výhled na zámek i přilehlý zámecký park.

### Thomayerova nemocnice

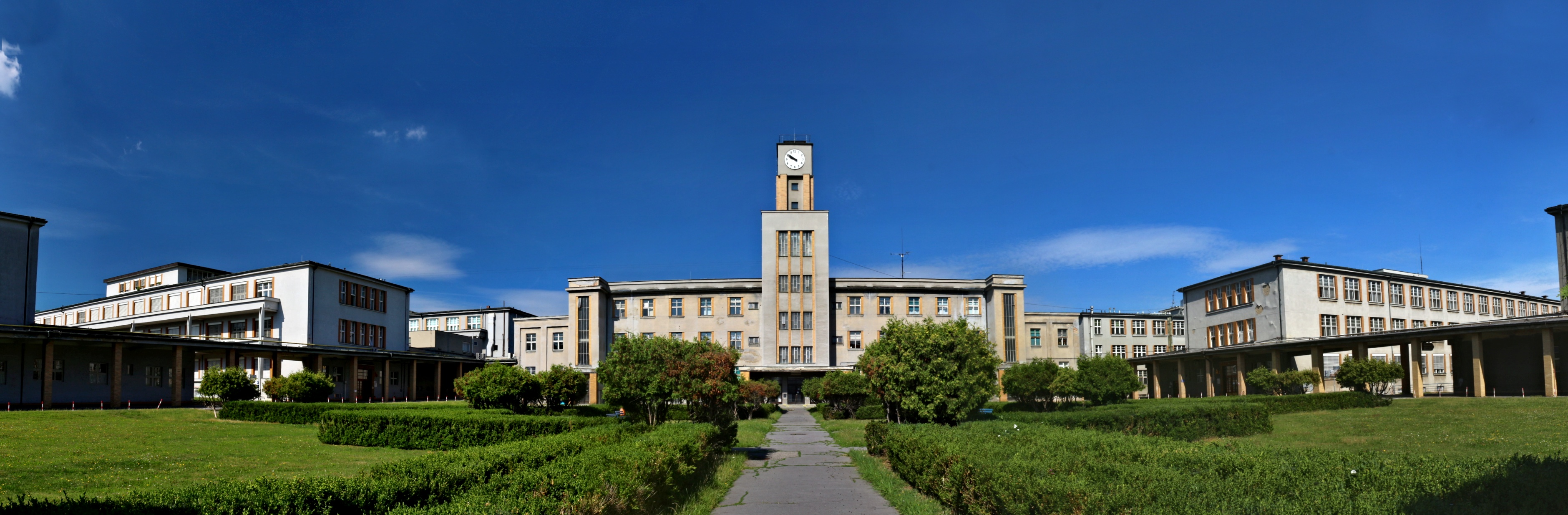
Fakultní Thomayerova nemocnice Krč

Fakultní Thomayerova nemocnice, známá také jako Nemocnice Krč nebo Krčská nemocnice, je bezesporu největším zdravotnickým zařízením nacházejícím se v Krči i celé jižní i východní části Prahy. Jedná se o objekt z období první československé republiky, který byl tehdy postaven pro ubytování osamělých lidí (vzdálená obdoba dnešního domova důchodců). Tehdy se areálu říkalo Masarykovy domovy. Tento název byl oficiálně platný pro objekty nemocnice až do roku 1955. V areálu nemocnice sídlí také Institut klinické a experimentální medicíny (IKEM).

### Nemocniční kaple svatého Václava
V areálu Krčské nemocnice se nachází nemocniční kaple svatého Václava.

## Známí obyvatelé
Mezi velmi známé obyvatele Krče patřili také spisovatelé Antal Stašek a Ivan Olbracht, kteří zde měli v severní části Krče postavenu svoji vilu. Na jejich počest jsou některé místní ulice pojmenovány po nich osobně nebo i podle jejich literárních postav (např. ulice Ševce Matouše).

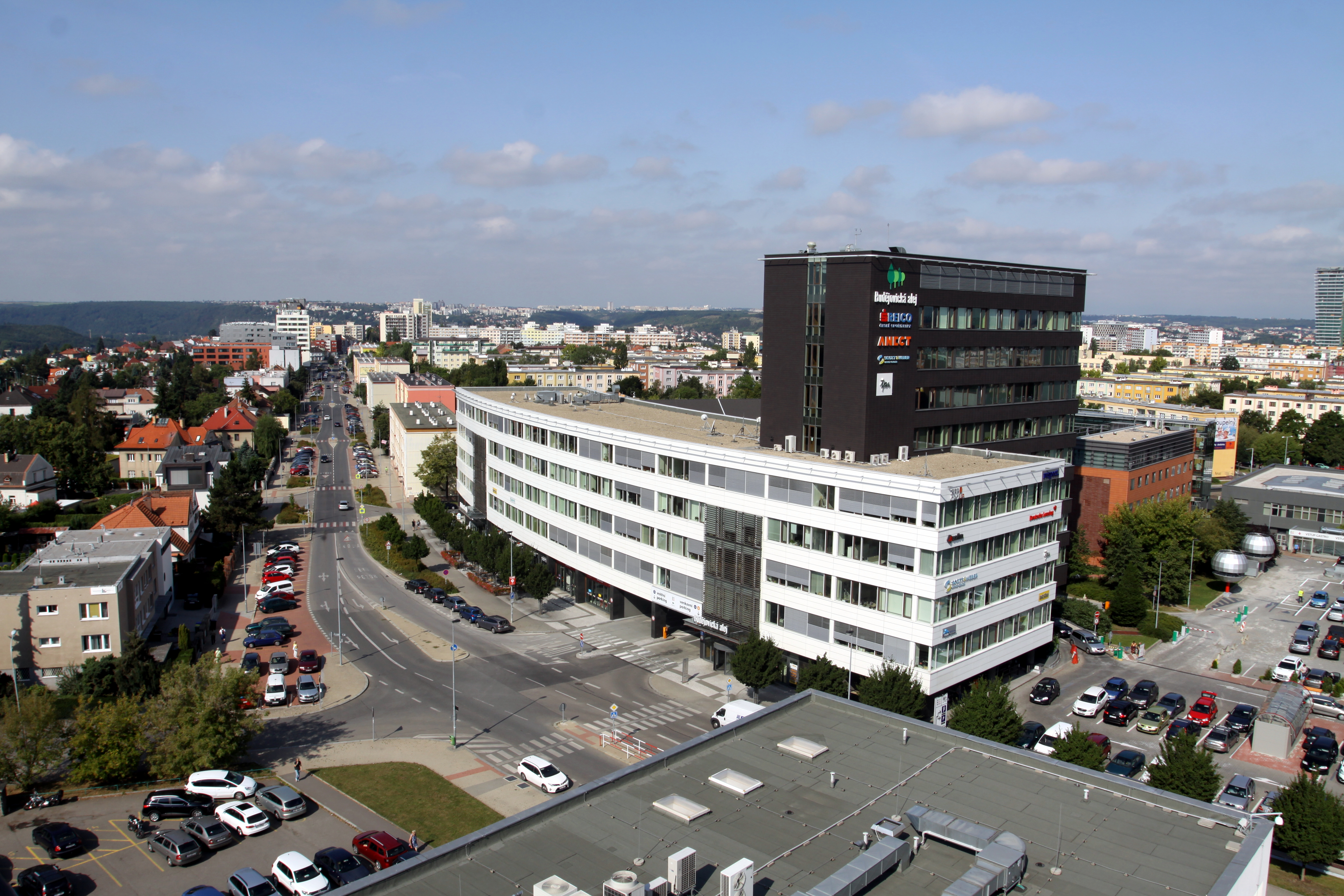
Zakončení ulice Antala Staška v oblasti Budějovického náměstí

Známé je i sídliště Antala Staška navazující na jihozápadní část Budějovického náměstí.

## Doprava
Krčí prochází hlavně tah Vídeňská vedoucí od Michle přes Krč a Kunratice mimo Prahu.

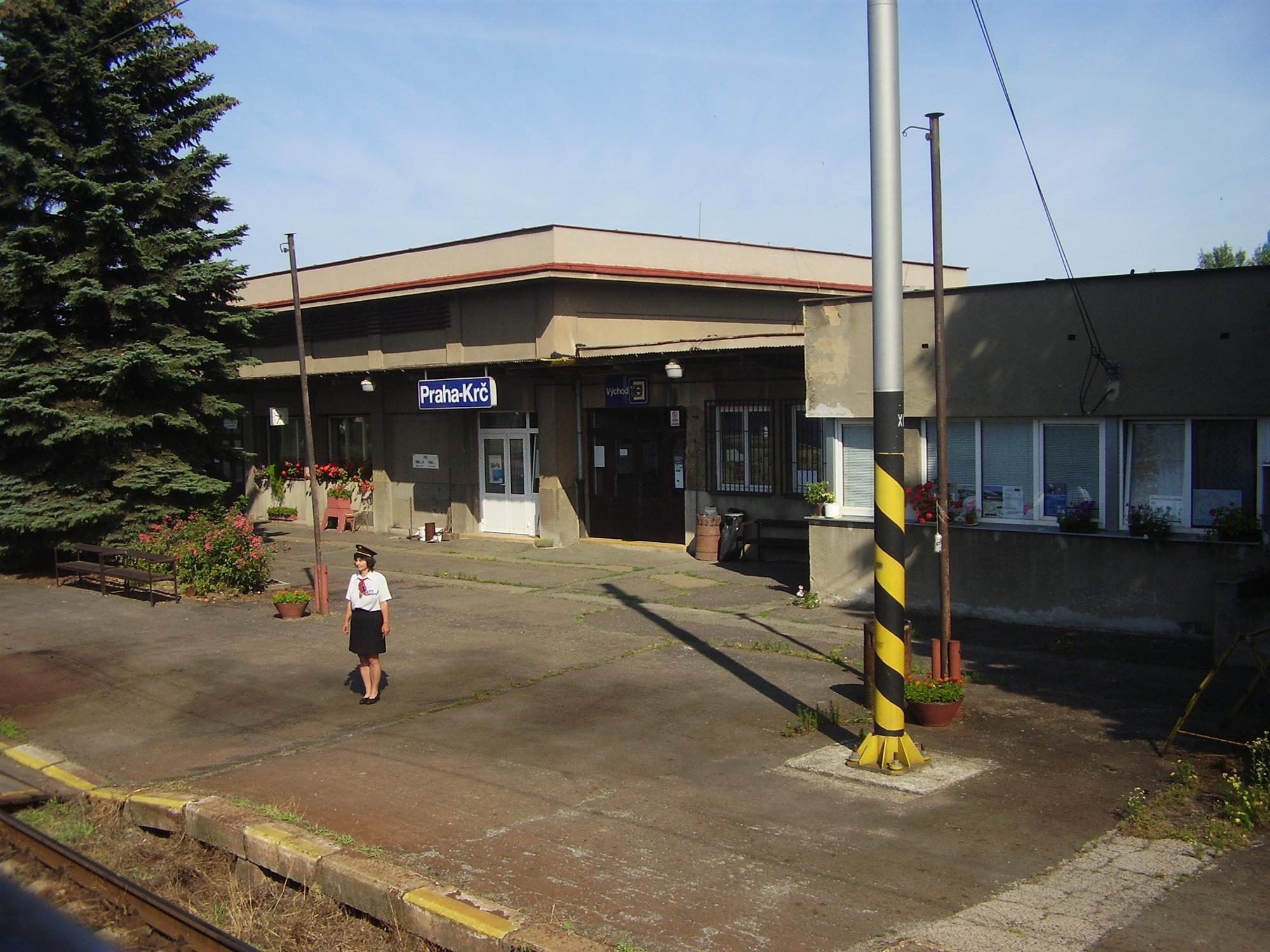
Nádraží Praha-Krč

Kromě linky metra C a nově plánované linky D prochází Krčí také železniční trať z nádraží Praha-Vršovice do nádraží Praha-Braník a spojkou přes Branický most také nádraží Praha-Radotín. Nádraží Praha-Krč je zde propojeno s pražským metrem zvláštní železniční vlečkou vedoucí do depa pražského metra na Kačerově, které se nachází na Kačerově. Po této vlečce jsou do metra přiváženy nové vozy metra vyrobené mimo Prahu. Vlečka může také sloužit jako zkušební a testovací trať.

## Sport
Většina sportovišť se nachází v dolní části Krče mezi Kunratickým potokem a Jižní spojkou.
- SK Sparta Krč – fotbalový klub
- SK Krč Eagles – baseballový a softballový klub

## Příroda
Památné stromy
- Javor mléč u zámečku v Krči - zanikl
- Jilm vaz v Michelském lese
- Lípa na Vídeňské v Krči
- Lípa velkolistá v Krči
- Skupina dubů v ulici Sládkovičova

Významné stromy
- Javory přátelství amerických spisovatelů v Krči

## Další fotografie

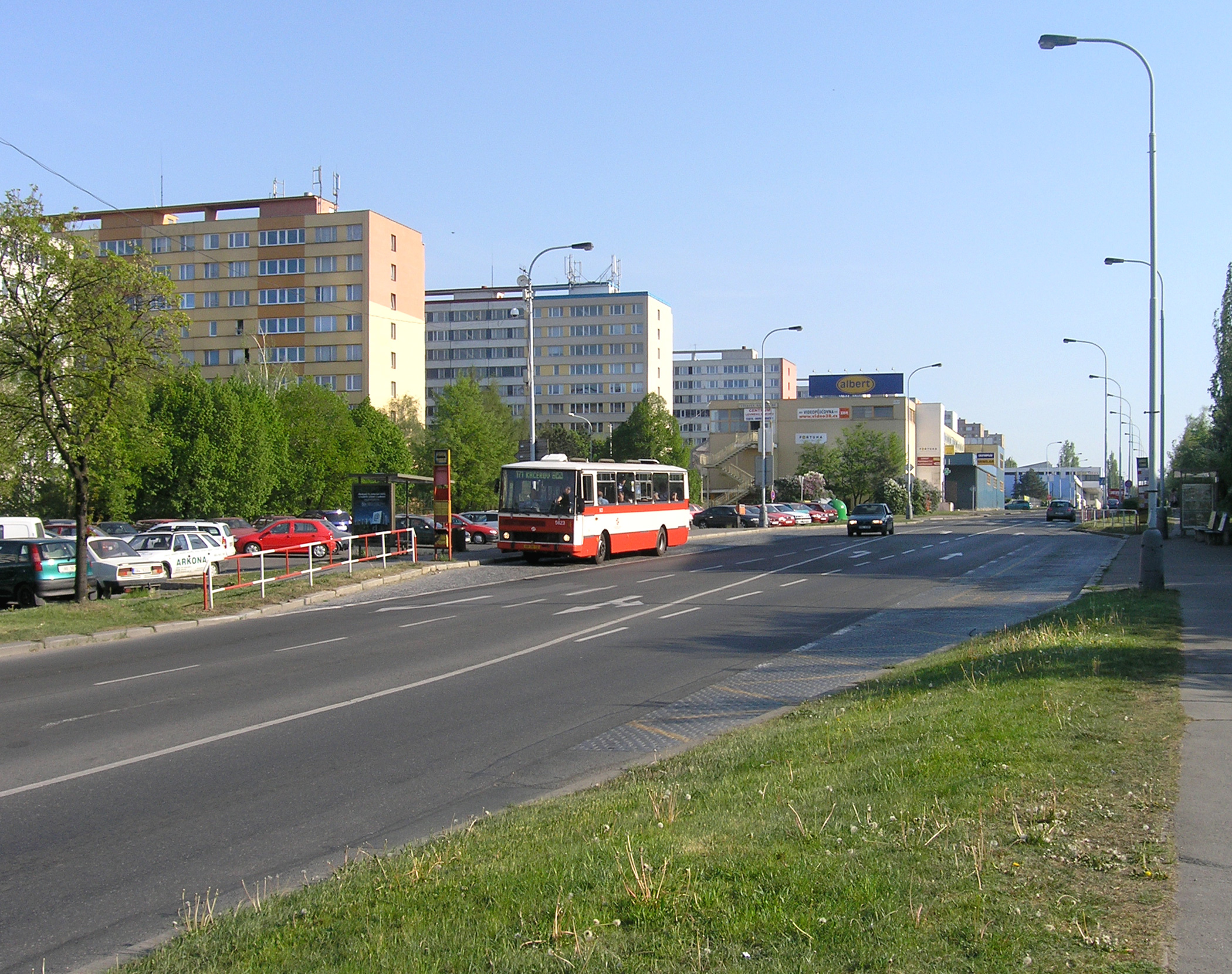
Sídliště Krč – část Zálesí
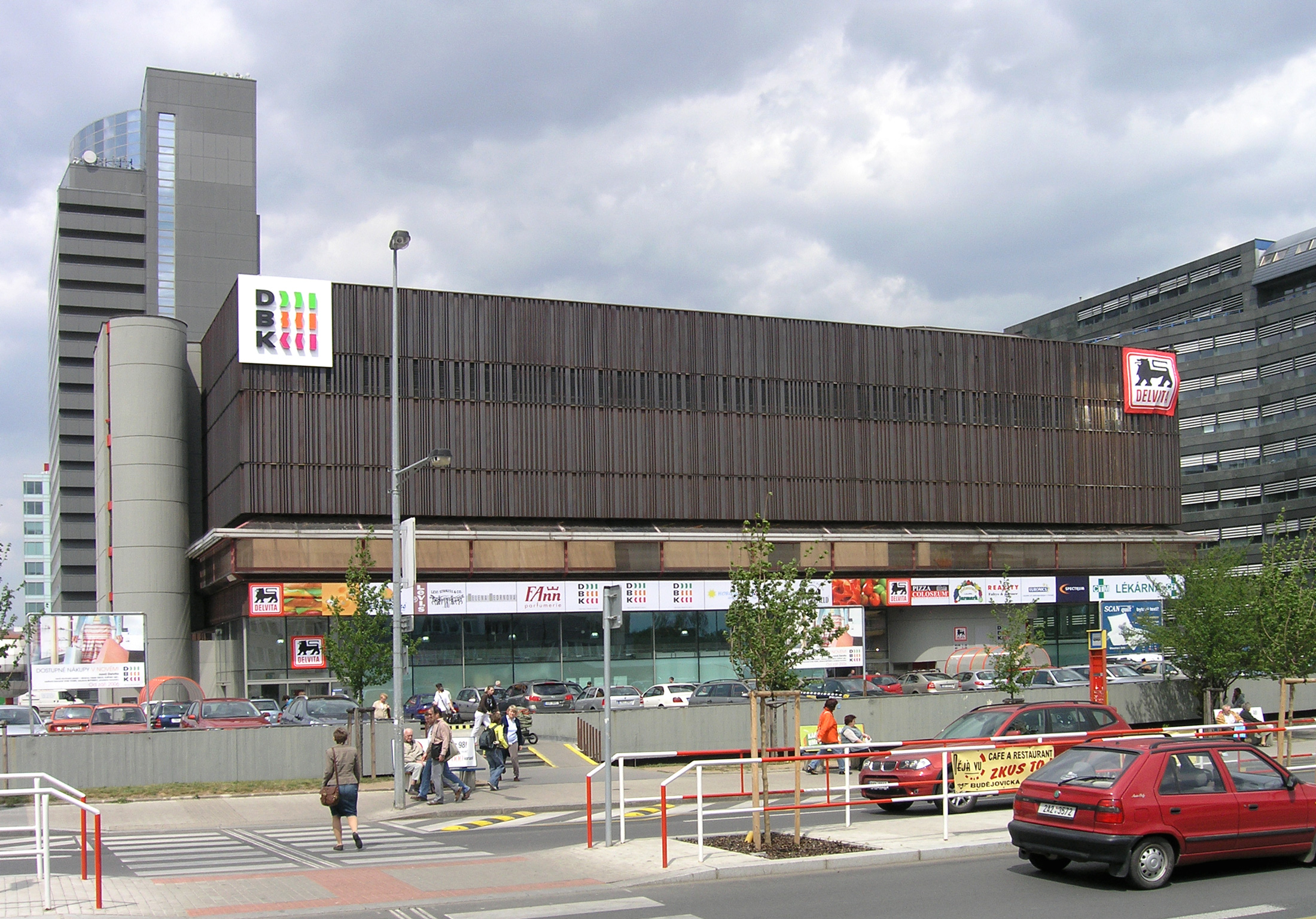
Budějovické náměstí, bývalý DBK
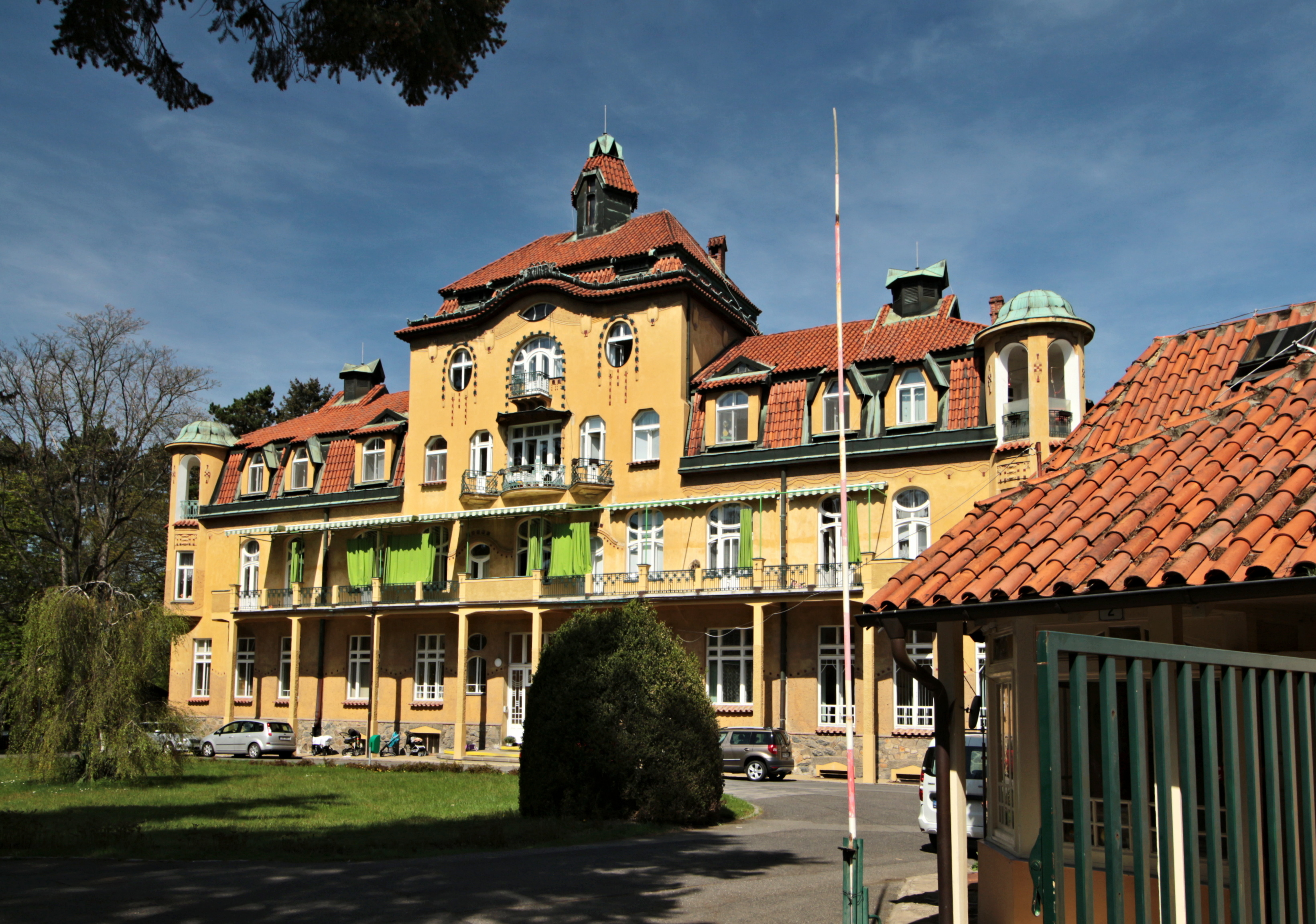
Kojenecký ústav v Krči (původně Šimsovo sanatorium)
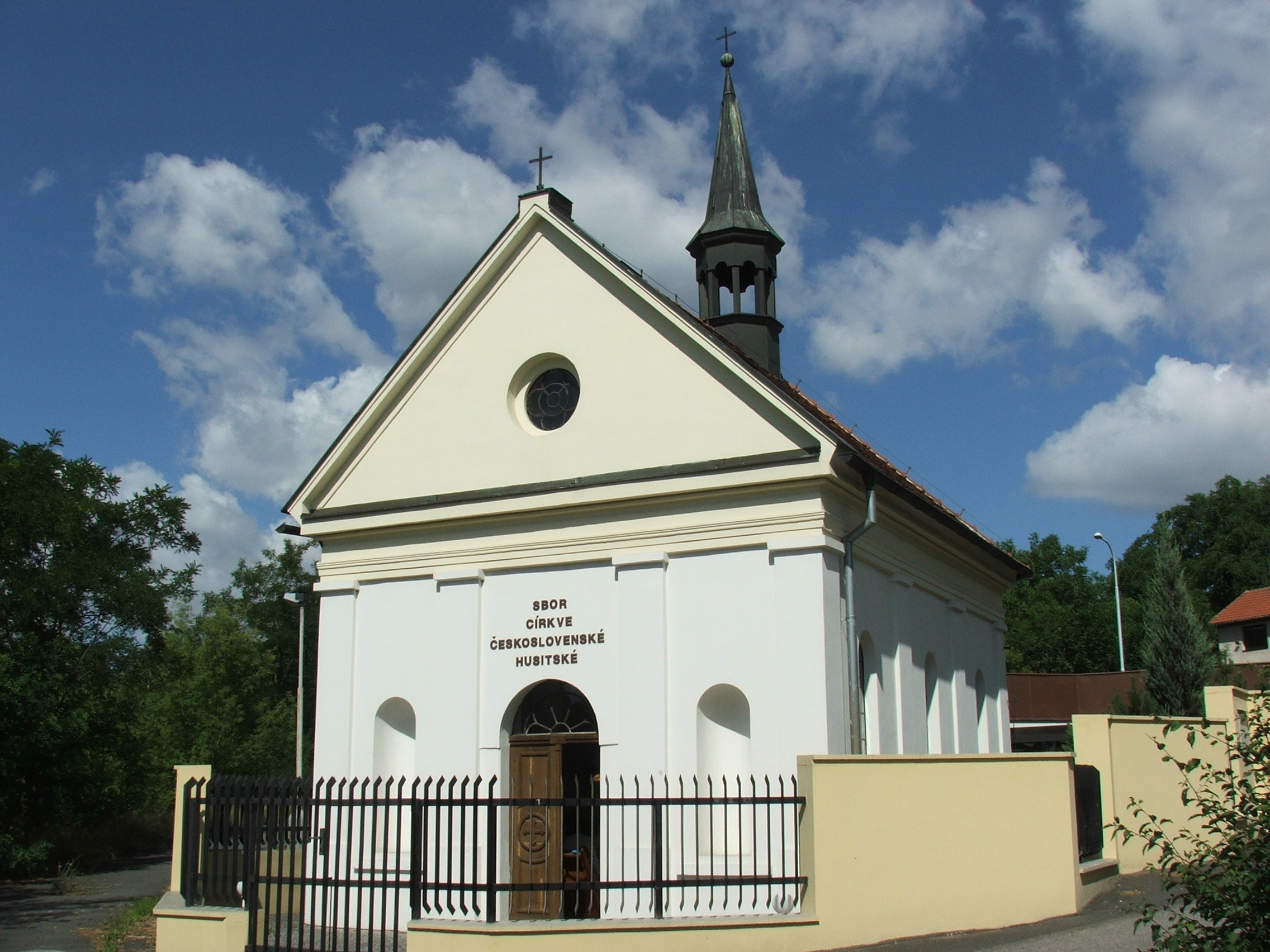
Kaple sv. Anny
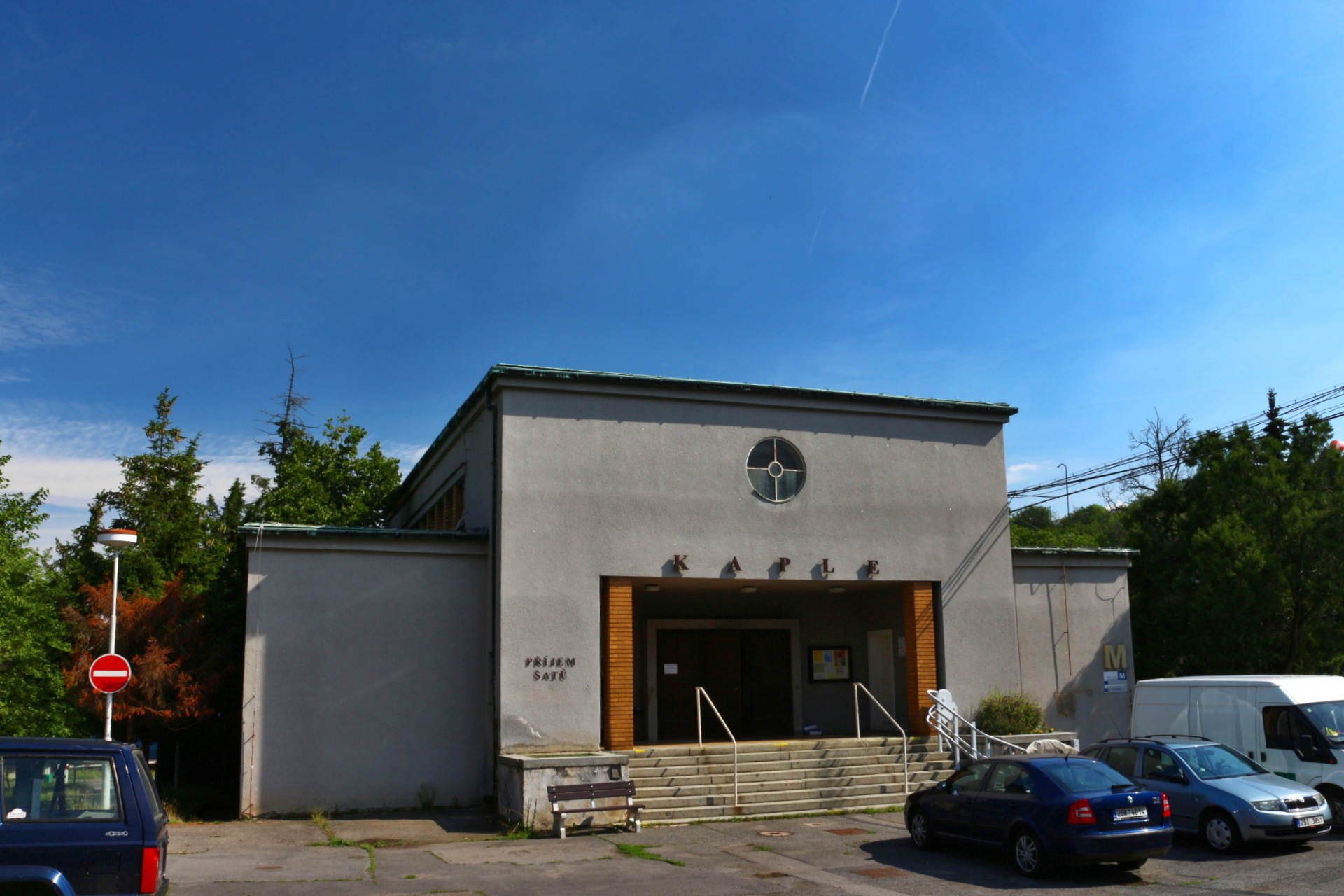
Kaple sv. Václava v areálu Krčské nemocnice
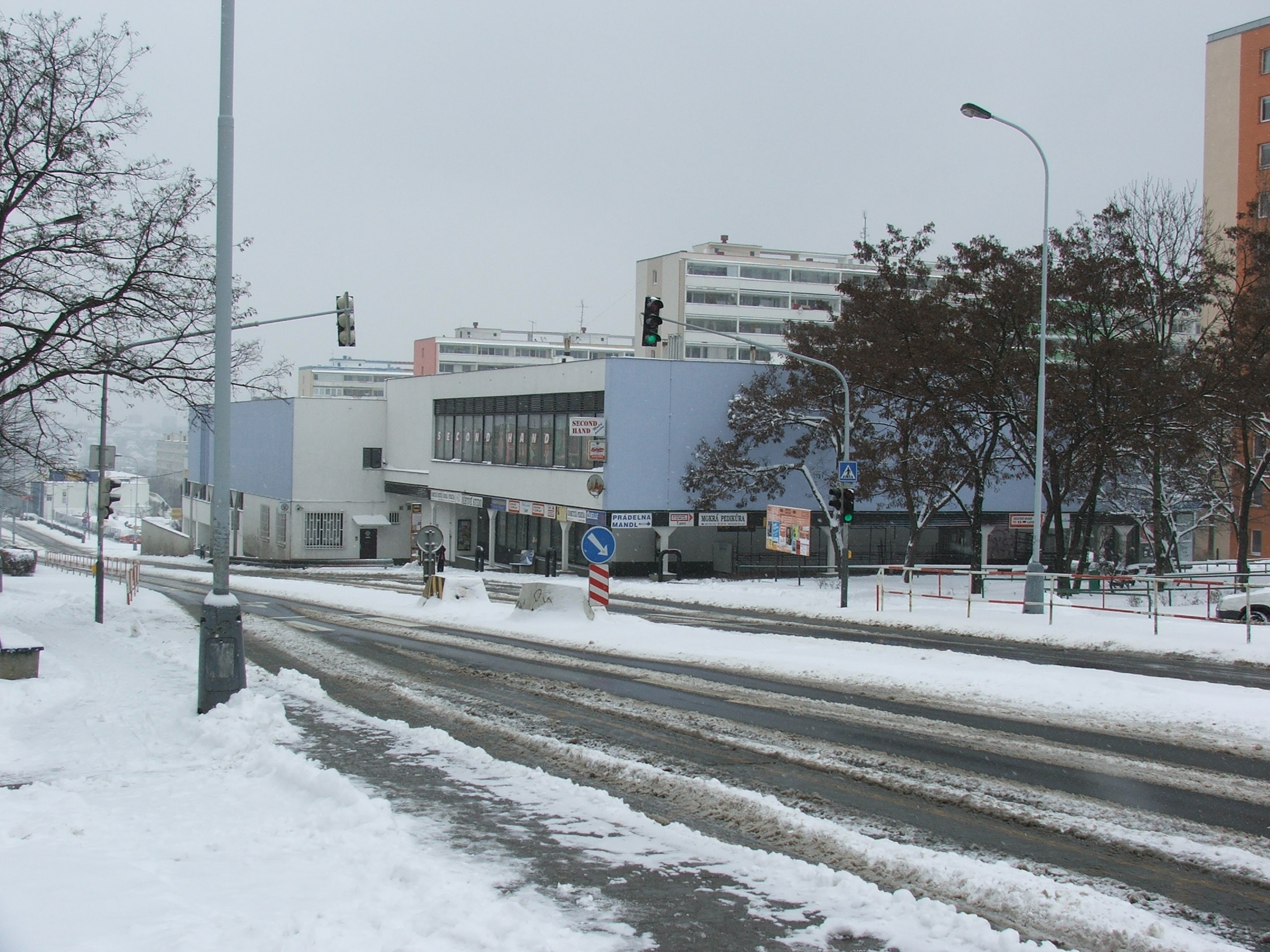
Modrý pavilon (výstavba 1967-1970; architekt Jan Zelený)